# EuroVelo 10

Itineriario de la Eurovelo 10 alrededor del Báltico

El EuroVelo 10 o Ruta Ciclista del Báltico (EV 10), también conocida como el circuito hansa, es una vía ciclista que forma parte del programa EuroVelo para el desarrollo de vías ciclistas a escala europea. Con 9000 km de largo, la ruta describe un bucle que cruza el norte de Europa alrededor del mar Báltico y pasa sucesivamente por nueve países: Rusia, Finlandia, Suecia, Dinamarca, Alemania, Polonia, Lituania, Letonia y Estonia .

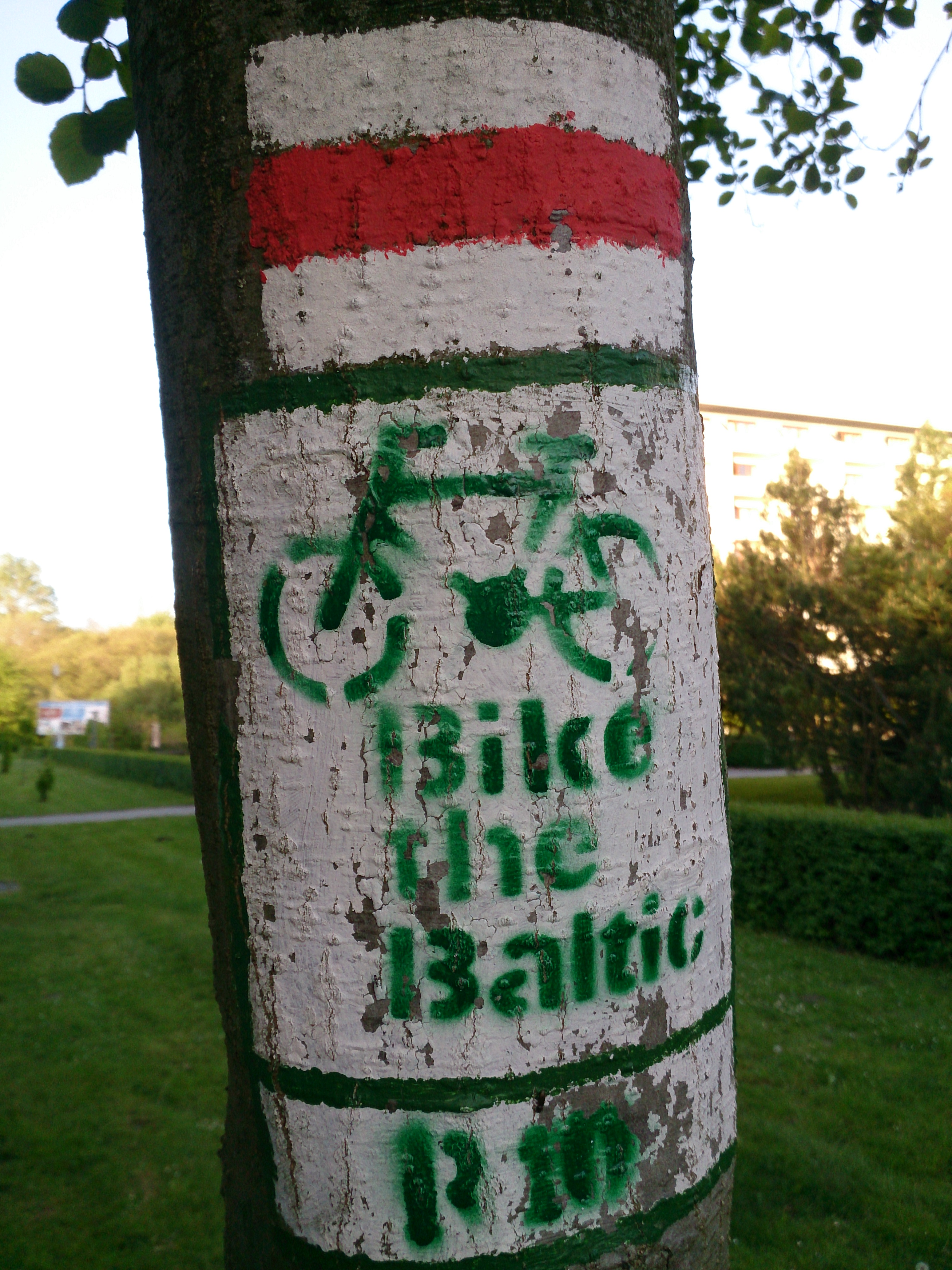
EuroVelo 10 en Polonia

## Progreso del proyecto
En mayo de 2019 se anunciaba que la ruta crecía 105 Km al incluir una ruta circular en la isla danesa de Bornholm.